# Haji
Haji, pseudonimo di Barbarella Catton (Québec, 24 gennaio 1946 – 10 agosto 2013), è stata un'attrice canadese.

## Biografia
È conosciuta per aver interpretato il ruolo di Rosie nel cult movie Faster, Pussycat! Kill! Kill!, diretto da Russ Meyer nel 1965. Successivamente ha interpretato altri quattro film per il regista statunitense.

## Filmografia
- Faster, Pussycat! Kill! Kill!, regia di Russ Meyer (1965)
- Motorpsycho! (Motor Psycho), regia di Russ Meyer (1965)
- Good Morning and... Goodbye!, regia di Russ Meyer (1967)
- Lungo la valle delle bambole (Beyond the Valley of the Dolls), regia di Russ Meyer (1970)
- Bigfoot, regia di Robert F. Slatzer (1970)
- Up Your Alley, regia di Art Lieberman (1971)
- Wham Bam Thank You Spaceman, regia di William A. Levey (non accreditata) (1975)
- Supervixens, regia di Russ Meyer (1975)
- L'assassinio di un allibratore cinese (The Killing of a Chinese Bookie), regia di John Cassavetes (1976)
- Ilsa la belva del deserto (Ilsa, Harem Keeper of the Oil Sheiks), regia di Don Edmons (1976)
- The Amorous Adventures of Don Quixote and Sancho Panza, regia di Raphael Nussbaum (1976)
- Hughes and Harlow: Angels in Hell, regia di Larry Buchanan (1978)
- Demonoid, Messenger of Death, regia di Alfredo Zacarias (1981)
- The Double-D Avenger, regia di William Winckler (2001)
- Killer Drag Queens on Dope, regia di Lazar Saric (2003)